# Clusia blattophila
Clusia blattophila är en tvåhjärtbladig växtart som beskrevs av M.H.G.Gust., Vlasáková. Clusia blattophila ingår i släktet Clusia och familjen Clusiaceae. Inga underarter finns listade i Catalogue of Life.